# Francesco Zola
Francesco Zola o Zolla (Venezia, 7 agosto 1795 – Marsiglia, 27 marzo 1847) è stato un militare e ingegnere italiano naturalizzato francese, nonché ufficiale della Legione straniera francese.

## Biografia

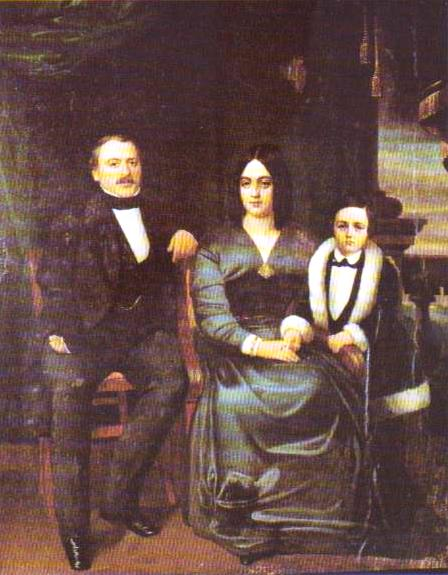
Francesco Zola con la moglie Emilia Aubert e il figlio Emilio.

Nacque, dopo la sorella Caterina e il fratello Marco, da Demetrio Carlo Zolla e Nicoletta Bondioli, sua seconda moglie, ragazza greca di Corfù di origine veneziana,  Francesco (François) Zola, padre del celebre romanziere Émile Zola, frequentò l'accademia militare a Pavia, Parigi e Modame dal 1810 al 1812, dalla quale uscì con il grado di sottotenente dell'artiglieria a cavallo dell'esercito imperiale francese del principe Eugenio di Beauharnais.
Alla caduta di Napoleone Bonaparte, servì, dal 1815 al 1821, in un reggimento dell'esercito austriaco. Tra il 1817 e il 1818 frequentò l'Università degli Studi di Padova ove si laureò in ingegneria edile. Francesco Zola "è un tipo avventuriero alla Stendhal, appassionato sino alla follia del proprio lavoro". 
Di idee politiche liberali, carbonaro e massone, lasciata la carriera militare, nel 1830 si recò a Vienna in Austria dove, come ingegnere capo, progettò la costruzione della ferrovia Linz-Budweis, che è considerata la prima linea ferroviaria del continente europeo, esclusa l'Inghilterra.
Lavorò nei Paesi Bassi, Inghilterra e, infine, in Francia, dove tra il luglio del 1831 e il 1833 prestò servizio nella neonata Legione straniera partecipando alla conquista dell'Algeria. 

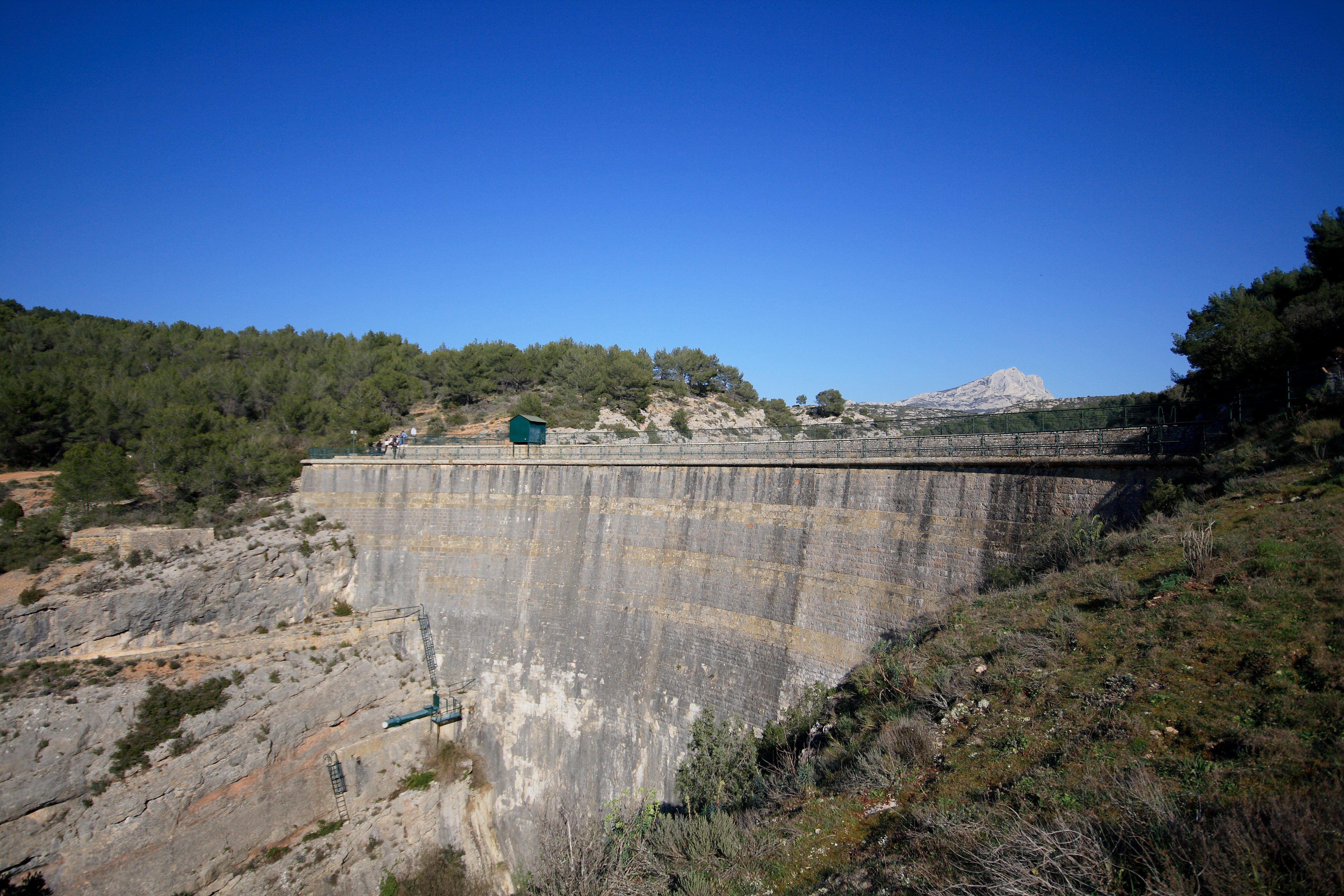
La diga Zola a Aix-en-Provence

Arruolato come sottotenente ad Algeri, partecipò il 27 aprile 1832, con il 3º Battaglione, al massacro degli insorti algerini di El-Ouffia, un'azione ordinata dal comandante in capo francese Anne Jean Marie René Savary, duca di Rovigo, alla quale seguì una serie di condanne a morte dei ribelli catturati e per i quali Francesco Zola sollecitò inutilmente la grazia. Zola, durante il servizio, si innamorò di una donna maritata e per lei commise un furto in un negozio di abbigliamento. Scoperto, le autorità militari, per ordine di Anne Jean Marie René Savary, obbligarono il capitano Zola alle dimissioni dalla Legione, era il 15 gennaio 1833.
Congedato, si stabilì a Marsiglia e poi a Parigi. Nel 1843 progettò la costruzione del canale di Aix-en-Provence. Morì il 27 marzo 1847 lasciando la famiglia in ristrettezze economiche.

## Opere
- Francesco Zola, Trattato di livellazione topografica, V. Crescini, Padova 1818.